# Prime à l'amélioration des logements à usage locatif et à occupation sociale
La Prime à l'amélioration des logements à utilisation locative et à occupation sociale (PALULOS) est un dispositif français destiné aux bailleurs sociaux,,.  
La PALULOS a été créée par la loi Barre relative au financement du logement de janvier 1977. Cette loi révolutionne les aides au logement en France en passant de l'aide à la pierre à l'aide à la personne, mais donne également naissance à ce dispositif de prime à l'amélioration des logements sociaux pour favoriser leur réhabilitation,,. 
Les aides à la réhabilitation des logements du parc locatif des bailleurs sociaux relèvent de ces subventions PALULOS, qui représentent de 25% à 40% du montant des travaux dans les opérations de réhabilitation menées dans le cadre d'un grand projet de ville ou d'une opération de renouvellement urbain. Ces travaux concernent la mise en conformité avec les normes minimales d’habitabilité, les économies d’énergie ou l'amélioration de la vie quotidienne. Une convention passée entre le bailleur social et l'État fixe un plafond de loyer, variable selon le type de logement et la zone géographique. Le locataire bénéficie ensuite d'une convention ouvrant droit aux aides au logement,. 
Dans les années 1980, la PALULOS permet une politique de réhabilitation du parc français de logement social. C'est un des outils de la politique de la ville,. Toutefois, ces travaux aboutissent à un renchérissement des loyers que les aides au logement ne compensent pas. Ces travaux, parfois critiqués pour être souvent concentrés sur des améliorations en façade plus faciles à mettre en œuvre que les réaménagements de logements occupés, ont aussi un objectif de mixité sociale, difficile à atteindre.